# Thea Fleming
Thea Fleming, talvolta accreditata come Thea Flemming e Isabella Biancini, pseudonimo di Thea Catharina Wihelmina Gemma Pfennings (Sittard, 1942), è un'attrice e modella olandese che è stata attiva nel cinema italiano prevalentemente negli anni sessanta e settanta.

## Biografia
Lanciata come la Brigitte Bardot olandese, iniziò la carriera nel 1960, apparendo fino al 1974 in una trentina di pellicole di genere, dal peplum alla commedia (è accanto a Ugo Tognazzi in un episodio de I mostri) fino allo spionistico, con ruoli da protagonista in Il nostro agente a Casablanca e L'assalto al centro nucleare.
Fu anche attrice di fotoromanzi per la casa editrice Lancio e nel 1972 comparve a Carosello accanto a Nino Ferrer nella serie Viva la campagna, per una nota casa alimentare.

## Filmografia
- Letto a tre piazze, regia di Steno (1960)
- Saffo, venere di Lesbo, regia di Pietro Francisci (1960)
- La regina delle Amazzoni, regia di Vittorio Sala (1960) - non accreditata
- Via Margutta, regia di Mario Camerini (1960)
- La giornata balorda, regia di Mauro Bolognini (1960)
- Ester e il re (Esther and the King), regia di Raoul Walsh e Mario Bava (1960)
- Mariti a congresso, regia di Luigi Filippo D'Amico (1961)
- Marco Polo, regia di Piero Pierotti e Hugo Fregonese (1962)
- Le verdi bandiere di Allah, regia di Giacomo Gentilomo e Guido Zurli (1963)
- Taur, il re della forza bruta, regia di Antonio Leonviola (1963)
- Il successo, regia di Mauro Morassi e Dino Risi (1963)
- Vernissage, episodio de I mostri, regia di Dino Risi (1963)
- I dieci gladiatori, regia di Gianfranco Parolini (1963)
- Se permettete parliamo di donne, regia di Ettore Scola (1964)
- I marziani hanno 12 mani, regia di Castellano e Pipolo (1964)
- Gli schiavi più forti del mondo, regia di Michele Lupo (1964)
- La vendetta di Spartacus, regia di Michele Lupo (1964)
- Colpo grosso ma non troppo (Le Corniaud), regia di Gérard Oury (1965)
- Salomè 73, regia di Odoardo Fiory (1965)
- Agente 077 dall'Oriente con furore, regia di Sergio Grieco (1965)
- Asso di picche - Operazione controspionaggio, regia di Nick Nostro (1965)
- Superseven chiama Cairo, regia di Umberto Lenzi (1965)
- James Tont operazione U.N.O., regia di Bruno Corbucci e Giovanni Grimaldi (1965)
- Mondo pazzo... gente matta!, regia di Renato Polselli (1966)
- Tre notti violente, regia di Nick Nostro (1966)
- Il nostro agente a Casablanca, regia di Tulio Demicheli (1966)
- L'assalto al centro nucleare, regia di Mario Caiano (1967)
- Uccidete Rommel, regia di Alfonso Brescia (1969)
- Come fu che Masuccio Salernitano, fuggendo con le brache in mano, riuscì a conservarlo sano, regia di Silvio Amadio (1972)
- Ciak si muore, regia di Mario Moroni (1974)